# Eta Lupi
Eta Lupi (η Lup, η Lupi) è un sistema stellare nella costellazione del Lupo. Ha una magnitudine apparente di 3,41, dista 442 anni luce dal sistema solare e, come α Lupi, β Lupi e ε Lupi, fa parte dell'associazione Scorpius-Centaurus, e in particolare del gruppo Centauro superiore-Lupo.

## Osservazione
La sua posizione è fortemente meridionale e ciò comporta che la stella sia osservabile prevalentemente dall'emisfero sud, dove si presenta circumpolare anche da gran parte delle regioni temperate; dall'emisfero nord la sua visibilità è invece limitata alle regioni temperate inferiori e alla fascia tropicale. La sua magnitudine pari a +3,41 le consente di essere scorta senza difficoltà anche dai piccoli e medi centri urbani.
Il periodo migliore per la sua osservazione nel cielo serale ricade nei mesi compresi fra fine marzo e agosto; nell'emisfero sud è visibile anche verso l'inizio della primavera, grazie alla declinazione australe della stella, mentre nell'emisfero nord può essere osservata in particolare durante i mesi tardo-primaverili boreali.

## Caratteristiche fisiche
Eta Lupi è un sistema stellare costituito da due o forse tre diverse stelle. La principale, Eta Lupi A, è una subgigante blu avente una massa 8,5 volte quella del Sole, ed un raggio quasi 5 volte superiore. A 14 secondi d'arco si trova Eta Lupi B, una stella bianca di sequenza principale di tipo spettrale A4V avente una massa doppia rispetto a quella solare. La sua distanza reale dalla componente principale è poco meno di 2000 UA e il periodo orbitale superiore a 26.000 anni.
Eta Lupi D, nonostante la distanza apparente di 135" che la separa dalla principale, pare essere legata gravitazionalmente al sistema; stella paragonabile al Sole come massa, dista almeno 18.000 UA da Eta Lupi A, ed il suo periodo orbitale è intorno ai 750.000 anni.
Eta Lupi C invece, distante 115 secondi d'arco dalla principale, sembra essere solo sulla linea di vista della Terra, e non essere quindi legata fisicamente al sistema.